# Parco delle Bertone
Il parco delle Bertone è un bosco-giardino che si trova nel comune di Goito in provincia di Mantova, nell'Alto Mantovano.

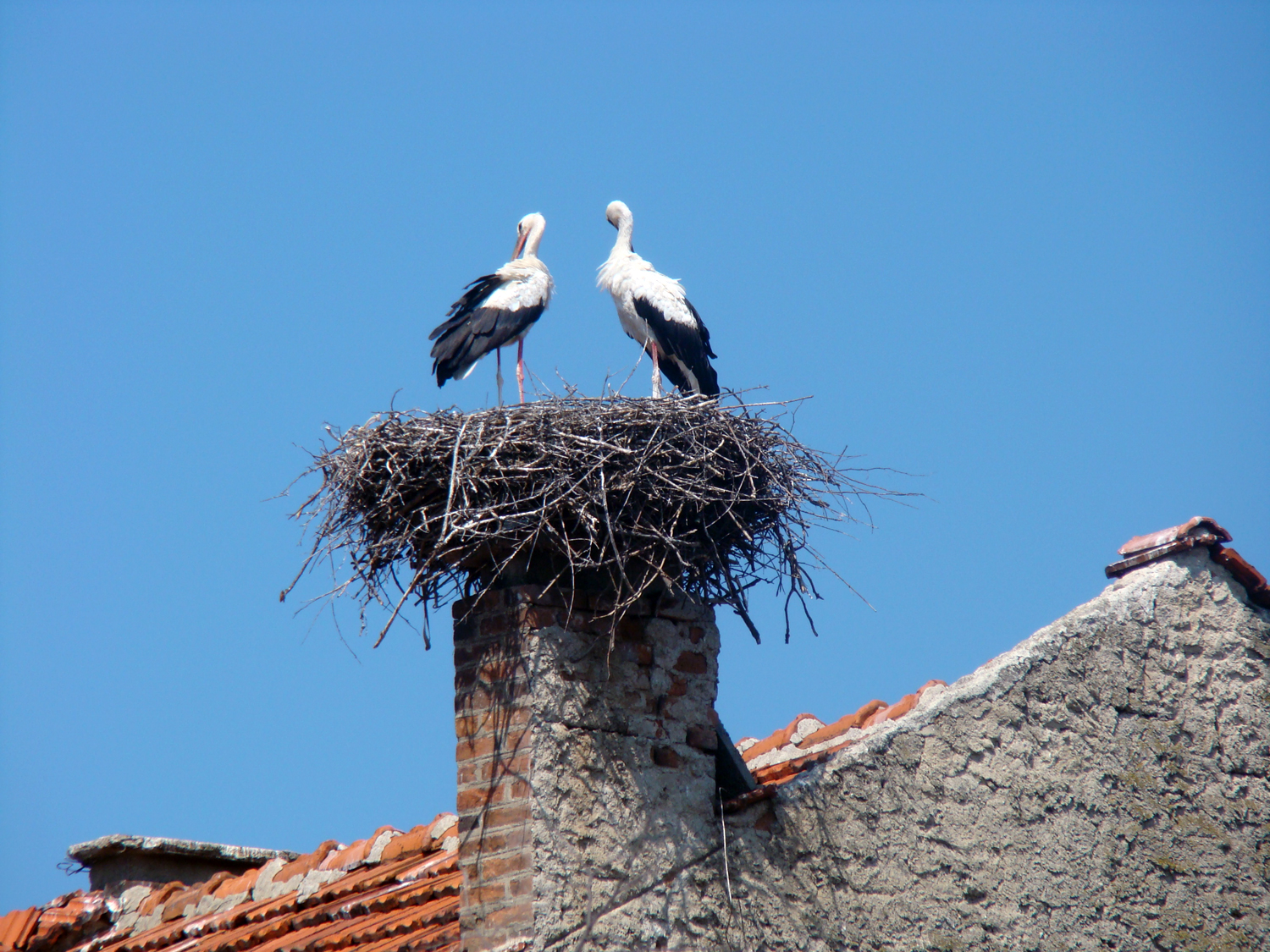
Nido di cicogne

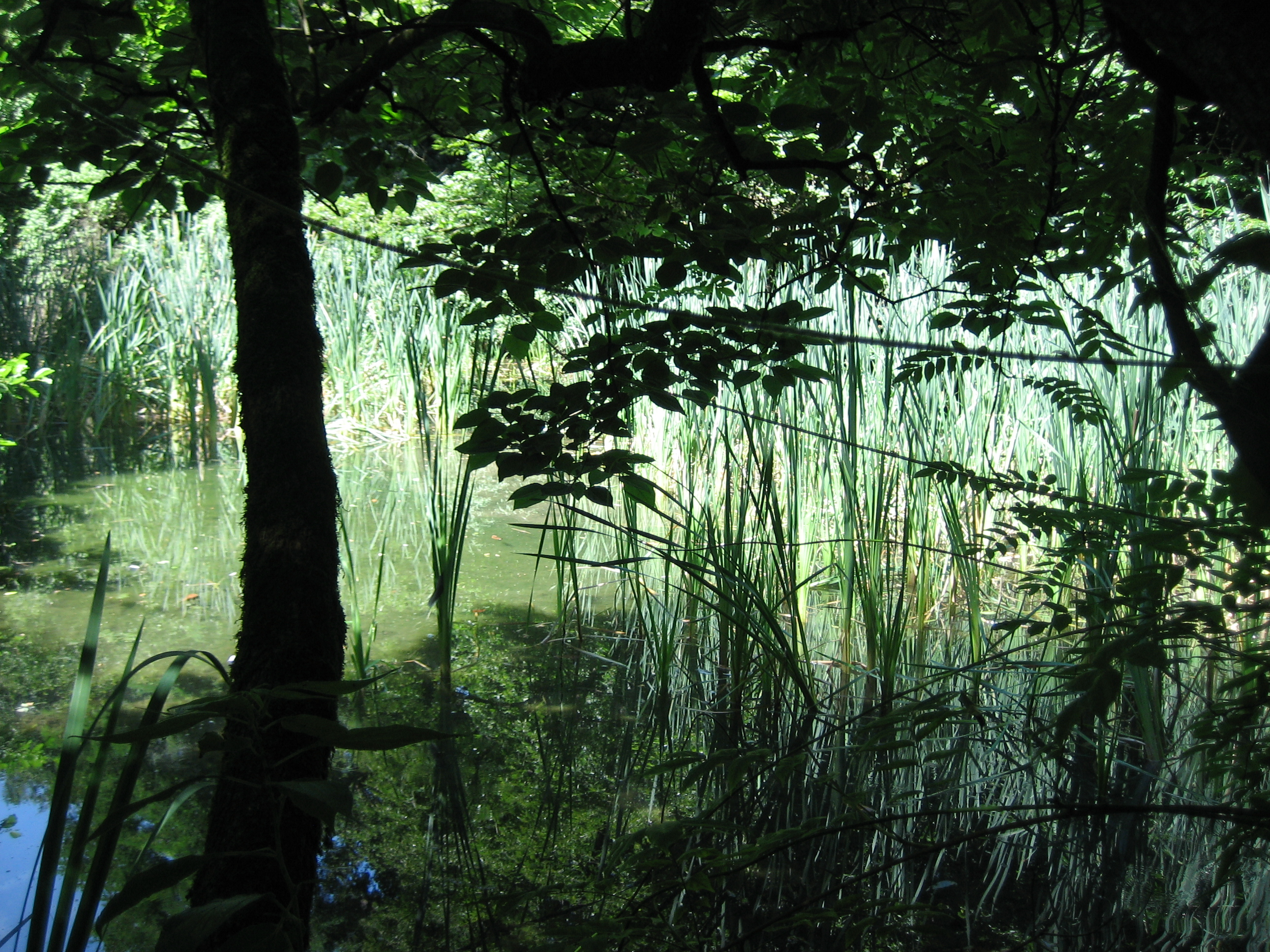
Il laghetto

## Geografia
Il parco si trova nel comune di Goito, lungo la strada Bertone Colarina. Occupa una superficie di 7 ettari.

## Descrizione
Il parco comprende una zona boscosa, un piccolo laghetto, vari corsi d'acqua e una rete di sentieri e vialetti. Include anche 3 edifici di epoca ottocentesca: una villa padronale, delle scuderie e un edificio un tempo adibito a foresteria (al centro del boschetto si trova anche una ghiacciaia interrata dove un tempo veniva stivato il ghiaccio portato per fiume dalle zone montane). Il bosco contava un migliaio di alberi ma nel 1994, durante un fortunale, circa un quarto furono rasi al suolo.
La disposizione di alberi, sentieri e zone acquose non è naturale ma risponde a criteri architettonici e di suggestione.
- Flora

La vegetazione arborea è composta da specie esotiche (caratteristiche dei giardini ottocenteschi) e da altre più comuni. Si possono contare: pini neri, magnolie, tassi, querce, carpini, bagolari, platani, farnie, noci neri. Piuttosto raro un esemplare di ginko biloba di 200 anni e 40 metri di altezza.
- Fauna

Il parco è gestito dal Parco Regionale del Mincio e  ospita il Centro reintroduzione cicogna bianca attivato dal Parco del Mincio. Si tratta di un nucleo stabile di cicogne nidificanti ospitate in voliere e liberate dopo alcuni anni. Alcuni esemplari si stabiliscono permanentemente nel parco (come è possibile vedere in grandi nidi sulle cime degli alberi) e talvolta inducono esemplari selvatici a stabilirsi nella zona, altre migrano durante l'inverno per poi fare ritorno.
Il Parco delle Bertone è aperto al pubblico nelle giornate festive, da marzo a inizio novembre.

## Storia
Il nome deriva dalla famiglia De Bertoni di cui si hanno notizie nel Cinquecento come proprietaria della tenuta (contigua a quella dei Gonzaga). Il bosco deriva da una porzione della tenuta di caccia dei Gonzaga (e quindi per certi versi come residuo della antica foresta planiziale che un tempo copriva questa zona della Pianura padana e di cui una delle poche testimonianze è la vicina Riserva naturale Bosco Fontana). I terreni passarono poi ai Chieppio e infine ai conti D'Arco che la configurò come residenza estiva con l'aspetto che si vede ancora oggi. La villa padronale è del 1870 circa.

## Situazione attuale
Il parco è proprietà della "Fondazione d'Arco" di Mantova ma amministrato e gestito dall'ente "Parco del Mincio". Attualmente (2011) la villa e la foresteria sono non accessibili e bisognose di restauro. L'edificio delle scuderie è stato parzialmente ristrutturato ed ospita alcuni servizi tra cui una sala audiovisivi. Il parco è aperto al pubblico nelle sole giornate festive da marzo a inizio novembre (durante la settimana accoglie visite di gruppi scolastici e non su prenotazione).